# Gaspar de Valladolid y Angulo

Escudo de Gaspar de Valladolid y Angulo de Aranda de Cuetto,2.º Encomendero de Huancabamba, Sóndor y Huarmaca; perteneciente a su familia establecida en Burgos.

Gaspar de Valladolid y Angulo de Aranda de Cuetto (Burgos,Castilla,1506 - Piura, Perú,23 de octubre de 1595).Fue el 2.º Encomendero de Huancabamba, Sóndor y Huarmaca en la región de Piura. Conquistador, explorador e hidalgo español de origen castellano.

## Biografía
Hijo de don Gaspar de Valladolid, de origen hidalgo, y doña Leonor de Aranda y Cuetto vino a América en el principio de la conquista en compañía de su hermano Juan. Provenía de una familia que en el siglo XVI se había consolidado mercantilmente en la ciudad de Burgos(Castilla).
Se unió a la expedición de Pizarro en el año de 1531, siguiéndolo en la conquista del Perú en su tercera expedición.
Participó como uno de los fundadores de San Miguel de Tangarará, el 15 de agosto de 1532, denominada actualmente Piura, que es la primera ciudad fundada por los españoles en Perú.
No se puede afirmar si estuvo presente en la marcha hacia Cajamarca o se quedó en Piura. Participa posteriormente en el reparto de encomiendas donde en un primer momento se le asignó propiedades en Paita y Tangarará compartidas con don Gonzalo Farfán de los Godos.Tiempo después se le asignaron, las encomiendas de Huancabamba, Sóndor y Huarmaca en la sierra piurana; de la primera cabe destacar que en un primer momento se le otorgó a Diego Palomino quien fundó Jaén.
Por el año de 1539 , acompañó al adelantado Juan de Salinas y Loyola en las expediciones de exploración y colonización de las regiones del Yaguarzongo y los Bracamoros que se extienden entre Ecuador (Provincia de Zamora Chinchipe) y el norte de Perú(Norte de Piura, San Ignacio y Jaén en Cajamarca, Bagua y Utcubamba en Amazonas) pertenecientes a la cuenca superior amazónica que derivó en la creación de las gobernaciones del mismo nombre, un hecho resaltante de la expedición fue la conquista de la capital de los bracamoros, Cumbinamá. Con el adelantado se presume haber mantenido una relación amical cercana.
Se casó con la española Doña Leonor de Saavedra y Manrique de Lara, de este matrimonio tuvo 5 hijos legítimos:Gaspar de Valladolid y Manrique de Lara,Carlota de la Vega, Leonor de Cuetto, Juan de Cuetto y Francisco Guerrero.
Se menciona de su presencia en la ciudad de León de Huánuco en 1569 efectuando negocios de compraventa. Luego de la muerte de su hermano, se hizo cargo de la gestión de San Marcos de Llipta.
Es antepasado de numerosas familias de la región de Piura a través de sus 5 hijos, incluyendo entre ellos al héroe Miguel Grau Seminario,quien desciende de él por parte de su vía materna a través de la tatarabuela del almirante, Josefa de Velásquez de Tineo y García Saavedra, quien fue hija de José Velázquez de Tineo y Valladolid.  Por su parte, José Velázquez  fue hijo de Antonio Velázquez de Tineo y Mariana de Valladolid Farfán de los Godos, quien es la nieta de don Gaspar de Valladolid y Angulo a través de su hijo mayor.